# رینر سارنت
رینر سارنت (انگلیسی: Rainer Sarnet؛ زادهٔ ۳ مارس ۱۹۶۹) نویسنده و کارگردان اهل استونی است.

## فیلمشناسی
- نوامبر - ۲۰۱۷
- ابله - ۲۰۱۱